# Grand-mère de l'Europe
Pour les articles homonymes, voir grand-mère, Grand-Mère et ventre (homonymie).

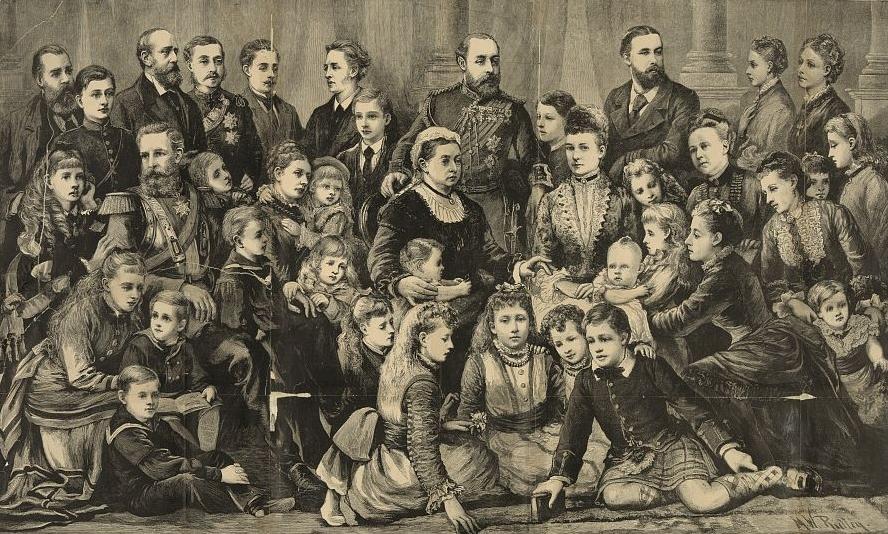
La reine Victoria et sa famille en 1877.

Le surnom de grand-mère ou, plus rarement, de ventre de l'Europe est donné à plusieurs princesses et souveraines européennes, qui sont les ascendantes de nombreuses maisons souveraines du vieux continent. Parmi celles-ci, la reine Victoria du Royaume-Uni (1819-1901) est la plus souvent gratifiée de ce surnom.

## Victoria du Royaume-Uni
Mère de neuf enfants, unis pour la plupart à des membres de grandes maisons souveraines européennes (Hohenzollern, Romanov et Glücksbourg en particulier), la reine Victoria du Royaume-Uni hérite du surnom de « grand-mère de l'Europe » lorsque plusieurs de ses petits-fils et petites-filles montent sur les trônes européens. À la veille de la Première Guerre mondiale, Victoria est ainsi la grand-mère du roi George V du Royaume-Uni, du Kaiser allemand Guillaume II, de la tsarine Alexandra Feodorovna de Russie, de la reine Marie de Roumanie, de la reine des Hellènes Sophie, de la reine Maud de Norvège et de la reine Victoire-Eugénie d'Espagne.

## Autres personnalités parfois qualifiées de grands-mères de l'Europe
- Aliénor d'Aquitaine (1122-1204), reine de France puis d'Angleterre[2] ;
- Éléonore Desmier d'Olbreuse (1639-1722), duchesse de Wilhelmsburg[3] ;
- Marie-Thérèse (1717-1780), impératrice d'Autriche[4] ;
- Joséphine de Beauharnais (1763-1814), impératrice des Français[5] ;
- Marie-Amélie de Bourbon-Siciles (1782-1866), reine des Français[6].